# 朗湖 (達默河)
52°24′19″N 13°37′38″E / 52.40522°N 13.627102°E

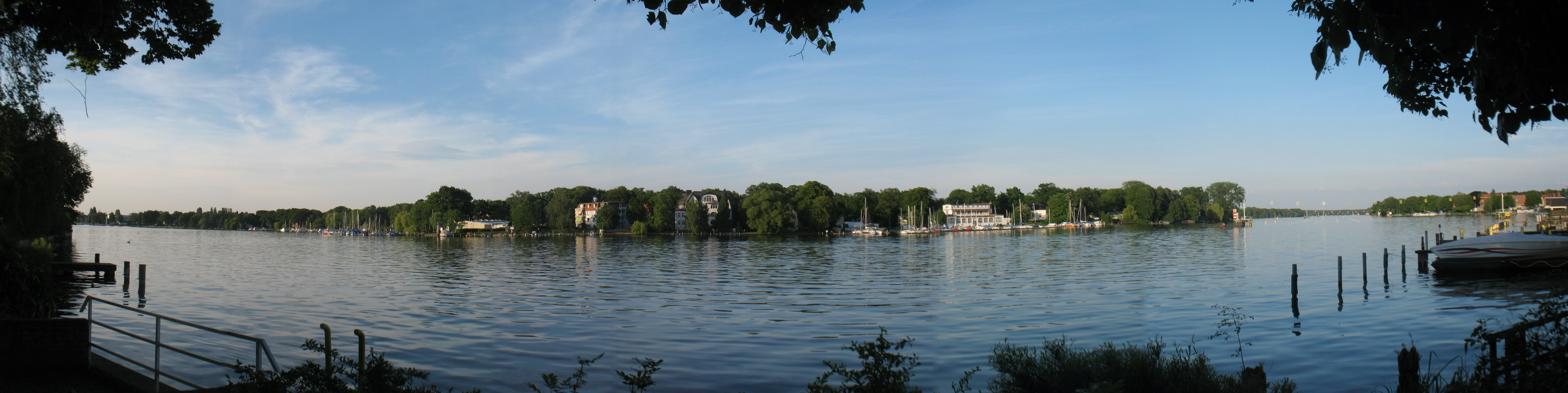

朗湖（德語：Langer See，意译为长湖），是德國的湖泊，位於該國首都柏林，由特雷普托-克珀尼克行政區負責管轄，長11公里、寬0.2公里，面積2.4平方公里，平均水深4.1米，最大水深8.5米。